# Sujin

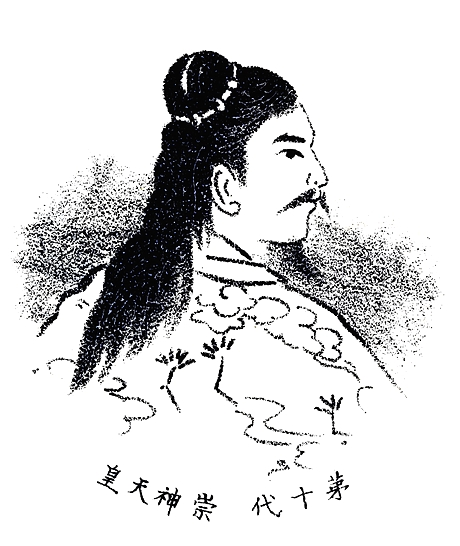
Gravat de l'Emperador Sujin del 1895

L'emperador Sujin (崇神天皇, Sujin Tennō) va ser el desè emperador del Japó que apareix en la tradicional llista d'emperadors. Segons el Kojiki i el Nihon Shoki era el segon fill de l'emperador Kaika. Va fundar nombrosos temples importants a la província de Yamato, el primer dels quals fou consagrat a Amaterasu i va sotmetre un príncep que se li havia revelat. La tradició li atribueix el naixement el 148 aC i la mort el 30 aC i situa el començament del seu regnat el 97 aC, quan va succeir el seu pare Kōrei. Alguns historiadors l'assimilen a l'emperador Jinmu i consideren que la llegenda atribuïda a Jimmu va ser originalment basada en la vida de Sujin. D'altres erudits assumeixen que la seva llegenda reflecteix el canvi de dinasties i de poders en la província de Yamato.